# Пробач (фільм, 1986)
«Пробач» (рос. «Прости») — російський радянський художній фільм-драма 1986 року кіностудії «Ленфільм».
За результатами опитування журналу «Радянський екран» (1987) Наталія Андрейченко визнана Найкращою актрисою року за виконання ролі Марії.

## Зміст
Якісна психологічна драма. Дружина дізнається, що у чоловіка є молода коханка. Чоловік же висловлює їй причини, через які він почав шукати когось на стороні. Гірка правда змушує героїню відплатити чоловікові тією ж монетою. Та, переживши це потрясіння, жінка розуміє, що родина — це головне, і в обох у парі є відповідальність перед їхньою маленькою донькою. Родина виявляється понад усе.

## Акторський склад
- Наталія Андрейченко — Марія
- Ігор Костолевський — Кирило
- Віктор Мережко — Володимир Юрійович (озвучив В. Єрьомін)
- Олександра Яковлєва — Наталія
- Аліса Фрейндліх — Єлизавета Андріївна
- Володимир Меньшов — Сергій
- Олексій Жарков — Олександр Семенович
- Тетяна Михайлова — Ольга
- Марія Мережко — Тата
- Олександр Кузнецов — Андрій
- Ольга Волкова — Ірина Михайлівна Свірська
- Людмила Арініна — Ольга Петрівна
- Віра Титова — Ніна Василівна та ін.